# 이도훈 (공무원)
이도훈(李度勳, 1962년~)은 대한민국의 외교관이다. 

## 생애
1985년 외무고시 19회로 외교관 생활을 시작하였다. 2012년부터 2년 간 외교부 북핵외교기획단장을 역임하여 2013년 2월 북한의 3차 핵실험에 대응하며 박근혜 정부 초기 대북제재 관련 업무를 수행했다. 2016년 9월에 청와대 외교비서관으로 근무하며 문재인 정부의 첫 ‘북핵 외교 총괄’을 담당하게 되었다. 2021년 8월 국민의힘 윤석열 제20대 대통령 선거 예비후보 국민캠프 정책본부 정책자문단 외교·안보·통일 분과 외교·안보·통일정책 자문가(북한·4강외교담당)로 일하고 있다. 2022년 5월 외교부 제2차관에 임명되었다. 2023년 7월 장호진 주러대사가 국가안보실장에 임명되면서 주 러시아 대사로 임명되었다.

## 경력
- 주유엔 참사관
- 주이란 공사
- 주세르비아 대사
- 외교부 국제기구협력관
- 청와대 대외전략비서관실 선임행정관
- 한반도평화교섭본부장 겸 6자 회담 수석 대표
- 외교부 제2차관
- 주러시아 대사

| 전임 김홍균 | 제7대 한반도평화교섭본부장 2017년 9월 19일~2020년 12월 21일 | 후임 노규덕 |

| 전임 최종문 | 제6대 외교부 제2차관 2022년 5월 10일~2023년 7월 2일 | 후임 오영주 |

| 전임 장호진 | 제16대 주 러시아 대사 2023년 7월~2025년 7월 | 후임 공석 |